# Człowiek wśród skorpionów
Człowiek wśród skorpionów. Studium o Stanisławie Brzozowskim – esej Czesława Miłosza wydany przez Instytut Literacki w Paryżu w 1962 r. jako 77. t. Biblioteki „Kultury”.
Książka, owoc wieloletniej fascynacji Miłosza życiem i twórczością Stanisława Brzozowskiego, powstała w 1961 r. w Berkeley w Kalifornii. Znaczną jej część wypełniają wypisy z książek filozofa, dokonane w 1959 r. w Bibliotece Polskiej na wyspie Świętego Ludwika w Paryżu. Autor korzystał też z bogatego zbioru poloników w bibliotece uniwersyteckiej w Berkeley. Esej napisany został w 50. rocznicę śmierci Brzozowskiego i był pierwszą powojenną publikacją przypominającą sylwetką wybitnego filozofa, pisarza i publicysty.

## Geneza i tytuł
Obszerny rozdział poświęca autor tzw. „sprawie Brzozowskiego” (bezpodstawne oskarżenie pisarza o współpracę z carską Ochraną), która przypomina „sprawę Miłosza”. W 1951 r. poeta zerwał z rządem w Warszawie, poprosił o azyl polityczny we Francji, ogłaszając na łamach paryskiej „Kultury” oświadczenie, opatrzone krótkim tytułem Nie, które stało się powodem ostrej kampanii przeciwko Miłoszowi na łamach londyńskiej prasy. Rozpętała się nagonka na „poetę Miłosia, piewcę bierutowej Polski”. Tragiczny wybór: „być Polakiem czy być człowiekiem” wyrażał wspólny dylemat obu pisarzy i przesądzał o ich praktycznej decyzji pozostania na obczyźnie. Po 50 latach poeta przyznał, że nadając tytuł książce, utożsamiał się z „florenckim samotnikiem miotającym się wśród jadowitych podejrzeń”.  Książka o Brzozowskim okazuje się w pewnym sensie zakamuflowanym zwierzeniem samego Miłosza, czego najgłębszym świadectwem jest zbieżność problemów, tematów i  wątków,  jakie wydobywa z pism Brzozowskiego, z tymi, które pojawiają się w jego twórczości. Jak sam stwierdził, głównym jego celem było upomnienie się o „właściwą rangę krzywdzonego pisarza”.

## Zawartość
Miłosz wnikliwie omawia filozofię Brzozowskiego i  recepcję jego twórczości oraz konfrontuje myśl Brzozowskiego z systemami filozoficznymi spoza jego macierzystej epoki (Jean-Paul Sartre, Boris Pasternak, Henri Lefebvre, György Lukács, André Malraux, Simone Weil), aby wyeksponować oryginalność, doniosłość i proroczy charakter jego analiz. 
Wykaz rozdziałów (edycja 2000 r.):
- Co robić z Brzozowskim?
  - Linia losu
  - Młoda Polska
  - Między wojnami
- Filozofia Brzozowskiego
- „Sprawa Brzozowskiego”
- Podsumowanie
- Postscriptum

Dwa pierwsze rozdziały studium tłumaczone były na jęz. angielski i francuski.

## Wydania polskie
- Paryż: Instytut Literacki, 1962
- Warszawa: Głos, 1981 (drugi obieg)
- Gdańsk: Młoda Polska, 1981 (drugi obieg)
- Warszawa: Państwowy Instytut Wydawniczy, 1982 (pierwsze wydanie krajowe w oficjalnym obiegu)
- Kraków: Znak, 2000
- Warszawa: Wydawnictwo Krytyki Politycznej, 2011

## Recenzje i omówienia
- Borwicz Michał, O Stanisławie Brzozowskim, „Droga” (Paryż) 1965, nr 2, s. 34–36.
- Burek Tomasz, Dialog Wolności i Konieczności albo historyczne wtajemniczenie, [w:] Poznawanie Miłosza, Kraków 1985, s. 263-280.
- Cezary Michalski, Sławomir Sierakowski, Nie ma sprawy. Rozmowa, [w:] Cz. Miłosz, Człowiek wśród skorpionów, Warszawa 2011, s. 5-25.
- Czapski Józef, O Brzozowskim, „Kultura” (Paryż), 1963, nr 1-2, s. 199-211.
- Drozdowski Piotr Joran, Stanisław Brzozowski w świetle dwu analiz, „Przegląd Humanistyczny” 1987, nr 7-8, s. 29–48.
- Głombik Czesław, Brzozowski czytany dziś, „Edukacja Polityczna” 1985, nr 6-7, s. 145-159.
- Myszkowski Krzysztof, Na biegunach, „Kwartalnik Artystyczny” 2000, nr 2, s. 204-205.
- Panek Sylwia, Miłosz wobec Brzozowskiego. O „Człowieku wśród skorpionów”... i nie tylko, „Poznańskie Studia Polonistyczne. Seria Literacka” 2012, nr  20 (40), s. 33-52.
- Pobóg-Malinowski Władysław, Sprawa St. Brzozowskiego, „Kultura” (Paryż) 1962, nr 12, s. 130-137.
- Pragier Adam, Trudne życie Stanisława Brzozowskiego, „Wiadomości” (Londyn), 1962, nr 30.
- Ratajczak Mirosław, Tyle tu książek niebyłych, opóźnionych, przeproszonych, wyproszonych…, „Odra” 1982, nr 12, s. 96-98.
- Rosa Renata, Czesława Miłosza koncepcja literatury i krytyki, „Ruch Literacki” 1985, nr 2, s. 83-95.
- Szpakowska Małgorzata, Jak się zostaje écrivain maudit?  , „Twórczość” 1982, nr 5, s.131-134.
- Ulicka Danuta , Sprawa nie tylko Brzozowskiego, „Miesięcznik Literacki” 1982, nr 12, s. 144-146.
- Wyka Marta, Miłosz i Brzozowski, [w:] Poznawanie Miłosza, Kraków 1985, s. 548-563.
- Wyka Marta, Obecność Brzozowskiego. „Człowiek wśród skorpionów” Miłosza na nowo odczytany, „Tygodnik Powszechny” 2000, nr 50, s. 13.